# Cristal de Wood

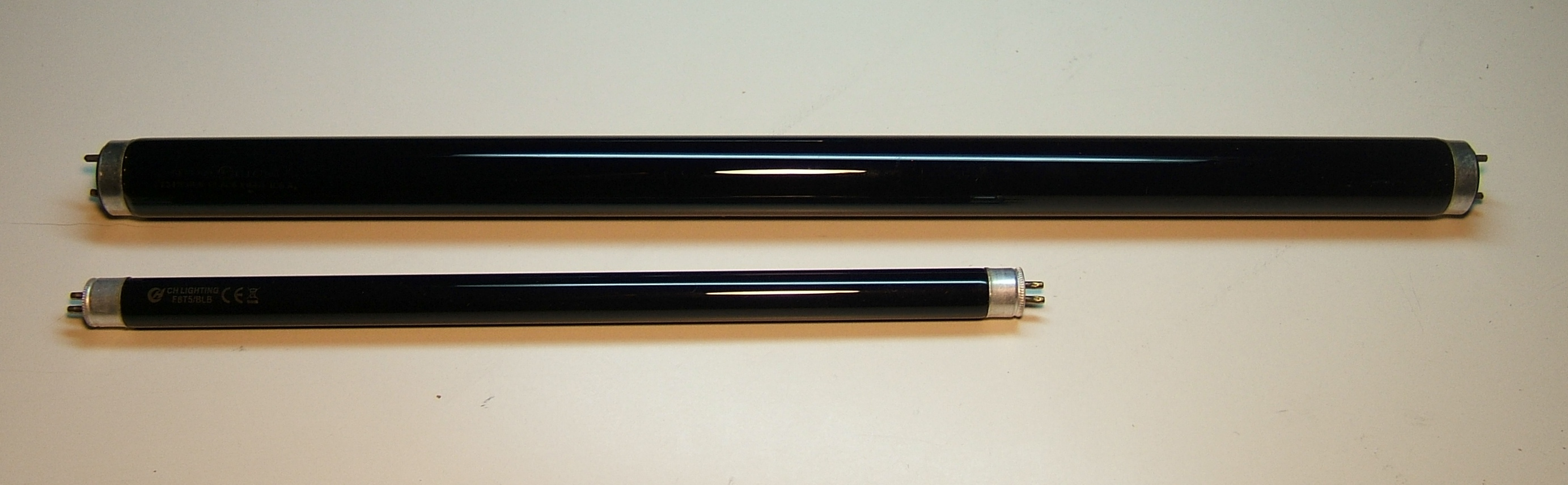
Dos tubos fluorescentes ultravioletas de luz negra. Las envolventes de cristal muestran el color azul oscuro del cristal de Wood, aunque estos tubos modernos utilizan realmente otro material filtrado óptico.

El cristal de Wood fue desarrollado en 1903 por Robert Williams Wood (1868-1955) como un filtro de luz que será usado en las comunicaciones durante la Primera Guerra Mundial. Su técnica de radiación invisible funcionaba tanto en las comunicaciones diurnas por infrarrojos, como en las comunicaciones nocturnas por ultravioletas. Su filtro de cristal eliminaba los componentes visibles del rayo de luz, dejando solamente la radiación invisible. El cristal de Wood se usa comúnmente como envolvente de las lámparas fluorescentes de luz ultravioleta, para eliminar la mayor parte de su componente visible y dejar la ultravioleta, obteniéndose la llamada luz negra.

## Características
El cristal de Wood es un vidrio especial de silicato de bario-sodio, que contiene un 9% de óxido de níquel. Es un cristal azul-violeta muy oscuro, opaco para la luz visible salvo los rojos de longitud de onda más larga y los violetas de longitud de onda más corta. Es bastante transparente para la luz ultravioleta en un espectro entre los 320 y los 400 nanómetros, con un pico en los 365 nm, y un espectro bastante amplio de ultravioleta, así como de las longitudes de onda más largas y menos visibles de los rojos.